# 彭亞戈洛薩山
40°13′33″N 0°20′57″W / 40.22583°N 0.34917°W

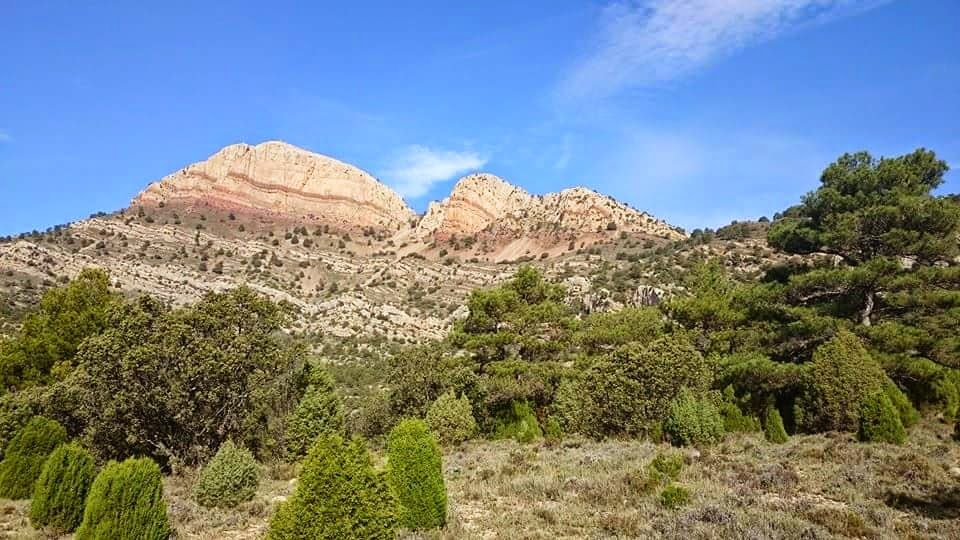
编辑“彭亞戈洛薩山

彭亞戈洛薩山（西班牙語：Peñagolosa），是西班牙的山峰，位於伊比利亞半島東端，屬於伊比利亞山脈的一部分，海拔高度1,813米，山頂通常在冬季時被冰雪覆蓋。